# 马拉韦河
马拉韦河（Marahoué，又译马拉霍河）也称红邦达马河（法語：Bandama rouge），是科特迪瓦的一条河流，是邦达马河的主要支流之一。
马拉韦河发源于萨瓦内区本贾利的西南。在布瓦夫萊和亚穆苏克罗之间与邦达马河汇流。科特迪瓦的马拉韦区及馬拉韋國家公園的名字均来自该河。